# João Manuel Antonio do Amaral Franco
João Manuel Antonio do Amaral Franco (1921 - 2009) fue un botánico y pteridólogo portugués.
En 1950 publica la historia nomenclatural del nombre científico del Abeto de Douglas. Franco descubriría dos importantes factores. El primero fue que Abies taxifolia Poir. era de por sí un homónino más tardío de Pseudotsuga taxifolia (Poir.) Britt. ex Sudw., por lo que, no sería el correcto nombre para el árbol. El segundo y más importante descubrimiento ya había sido previamente anoticiado en la revista francesa: Mémoires du Muséum d'Histoire Naturelle.

## Algunas publicaciones
- joão do amaral Franco, maria da luz da rocha Afonso. 1994. Alismateceae - Iridaceae. Parte 1 de Nova flora de Portugal. Editor Escolar Ed. 181 pp. ISBN 9725920813

- ------------------------------------, --------------------------------------------. 1983. Distribuição de pteridófitos e gimnospérmicas em Portugal. N.º 14 de Colecção Parques Naturais. 2.ª edición de Serviço Nacional de Parques, Reservas e Património Paisagistico, 327 pp.

- ------------------------------------, thomas gaskell Tutin. 1971. Nova flora de Portugal: (continente e Açores). Volumen 2 de Nova flora de Portugal. Editor Astória

- ------------------------------------. 1971. Lycopodiaceae - Umbelliferae. 647 pp.

- ------------------------------------. 1953. On the nomenclature of the Douglas fir. Editor Sociedade Astória, 6 pp.

- ------------------------------------. 1950a. Cedrus libanensis et Pseudotsuga menziesii. Boletim da Sociedade Broteriana, sér. 2, 24: 73-76

- ------------------------------------. 1950b. Abetos. Volumen 17 de Anais (Lisbon (Portugal). Edición reimpresa de Instituto Superior de Agronomía, 260 pp.

- La abreviatura «Franco» se emplea para indicar a João Manuel Antonio do Amaral Franco como autoridad en la descripción y clasificación científica de los vegetales.[1]